# Liste nationale (Italie)
Pour les articles homonymes, voir Liste nationale.
La Liste Nationale (en italien : Lista Nazionale, également connue sous le nom de Listone), était une liste électorale conçue et conduite par Benito Mussolini pour les élections législatives italiennes du 6 avril 1924.

## Histoire
Dans un discours prononcé le 28 janvier 1924 depuis le balcon romain du Palazzo Venezia, le Duce affirme sa volonté de combattre le Parti socialiste italien (Partito Socialista Italiano - PSI) et le Parti communiste italien (Partito Comunista d'Italia - PCd'I), tout en rejetant toute alliance électorale avec les autres partis. Toutefois, il s'est dit prêt à accueillir sur sa liste électorale "en dehors, au-dessus et contre les partis" des hommes enclins à une "collaboration active et désintéressée".

« Tous les hommes du popularisme, du libéralisme et des fractions de la social-démocratie, qui sont prêts à collaborer avec une majorité fasciste, sont invités à entrer sur une grande liste électorale. »

— (Benito Mussolini)
L'adhésion au Listone devait donc être purement personnelle, dans le but de dépasser les anciens groupes et partis politiques (à l'exception évidemment du fasciste).

## Coalition
Outre le Parti national fasciste (Partito Nazionale Fascista - PNF), qui avait incorporé l'Association nationaliste italienne (Associazione Nazionalista Italiana) l'année précédente, le Listone est rejoint par la majorité des représentants libéraux tels que Vittorio Emanuele Orlando, Antonio Salandra et, dans un premier temps, également Enrico De Nicola (qui retire toutefois sa candidature avant les élections), d'anciens membres du Parti populaire expulsés du parti, des démosocialistes (Partito Democratico Sociale Italiano) et des Sardes (Partito sardo d'azione) pro-fascistes, ainsi que de nombreuses personnalités de la droite italienne libérale et catholique : Cela donnait la certitude que le Listone serait certainement le premier parti, dépassant les 25% des voix, utile pour obtenir les privilèges prévus par la loi Acerbo, approuvée peu avant.
D'autres libéraux et démosociaux, favorables au gouvernement mais opposés à l'adhésion individuelle au Listone, présentent des listes "autonomes", dont une dirigée par Giovanni Giolitti.

### Liste nationale bis
En outre, les fascistes, sûrs de remporter la majorité des deux tiers des sièges prévus par la loi électorale, afin de réduire encore le nombre de sièges réservés aux minorités, présentent dans diverses circonscriptions (Lombardie, Toscane, Latium et Ombrie, Abruzzes et Molise, Pouilles), outre la liste officielle, une autre liste fasciste d'appoint, communément appelée Lista nazionale bis (qui a pour symbole un aigle romain sur un fascio littorio), formée par les membres les plus extrémistes du parti et opposée à la collaboration avec la droite modérée.

### Résultats en pourcentage
Aux élections, le Listone obtient 60,1% des voix et 356 députés (réduits par la suite à 355 en raison du décès de Giuseppe De Nava, qui n'est pas remplacé) ; s'y ajoutent 4,8% des voix et 19 sièges obtenus par le Listone bis (avec le symbole aigle romain et fascio littorio) et 0,25% de la liste fasciste dissidente Fédérations nationales (Fasci nazionali) présentée au Piémont et en Lombardie, qui élit Cesare Forni, qui vote la confiance au gouvernement Mussolini mais contre la volonté du parti qu'il a fondé : En fait, ses partisans, membres de ce parti, l'ont abandonné en masse. Au total, les listes gouvernementales ont recueilli 65,2% des suffrages valables, soit près des deux tiers des voix, élisant 376 parlementaires, dont 275 du PNF (soit sept de plus que la majorité absolue de l'Assemblée, fixée à 268) et 101 des autres partis de la coalition.

## Activité parlementaire
Les consultations ont eu lieu dans un climat de violence et d'intimidation de la part des escadrons fascistes dans toute l'Italie et, dans un discours sévère, le député socialiste Giacomo Matteotti a demandé leur annulation. Après son enlèvement et son assassinat par une escouade fasciste, probablement sur ordre de Benito Mussolini, un climat d'indignation se crée à l'égard du gouvernement, qui implique non seulement l'opposition parlementaire socialiste, mais incite également le Parti populaire de Alcide De Gasperi et les libéraux de Giolitti à quitter la majorité gouvernementale. Les oppositions abandonnent les travaux parlementaires et se réunissent ailleurs ("Secessione aventiniana").
Dans un discours véhément prononcé devant la Chambre des députés le 3 janvier 1925, Mussolini, pressé trois jours plus tôt par trente-trois commandants de légion de la Milice volontaire pour la sécurité nationale (Milizia Volontaria per la Sicurezza Nazionale) (la soi-disant " déclaration des consuls "), assume " la responsabilité politique, morale et historique de tout ce qui s'est passé " et prévoit peu après de dissoudre tous les partis politiques à l'exception du PNF.

## Résultats des élections
|                   | Votes   | %         | Sièges |     |
| Élections de 1924 | Chambre | 4 305 936 | 60,09  | 355 |

## Symboles

Lista nazionale
Lista nazionale bis

## Source
- (it) Cet article est partiellement ou en totalité issu de l’article de Wikipédia en italien intitulé « Lista Nazionale » (voir la liste des auteurs).